# Мишин, Евгений Васильевич
Евгений Васильевич Мишин (1921—1992) — старший сержант Рабоче-крестьянской Красной Армии, участник Великой Отечественной войны, Герой Советского Союза (1943).

## Биография
Евгений Мишин родился 18 мая 1921 года в селе Молотычи (ныне — Фатежский район Курской области). После окончания шести классов школы работал электриком в Тульской области. В 1939 году Мишин был призван на службу в Рабоче-крестьянскую Красную Армию. С июня 1941 года — на фронтах Великой Отечественной войны.
К сентябрю 1943 года старший сержант Евгений Мишин командовал отделением 1035-го стрелкового полка 280-й стрелковой дивизии 60-й армии Центрального фронта. Отличился во время битвы за Днепр. 29 сентября 1943 года Мишин в числе первых переправился через Днепр в районе села Ротичи Чернобыльского района Киевской области Украинской ССР и принял активное участие в боях за захват и удержание плацдарма на его западном берегу. Отвлекая на себя огонь противника, он способствовал успешному прорыву немецкой обороны основным силами. В том бою он получил ранение, но продолжал сражаться. Впоследствии был вновь ранен, лишился зрения.
Указом Президиума Верховного Совета СССР от 17 октября 1943 года старший сержант Евгений Мишин был удостоен высокого звания Героя Советского Союза с вручением ордена Ленина и медали «Золотая Звезда».
В ноябре 1943 года Мишин был демобилизован по инвалидности. Проживал на родине, руководил Курчатовским районным обществом слепых Курской области. Умер 18 октября 1992 года.
Был также награждён орденами Отечественной войны 1-й степени, рядом медалей.